# Долгирева къща
Долгиревата къща (на гръцки: Αρχοντικό Δόλγκηρα) е къща, архитектурна забележителност в град Сятища, Гърция.

## Местоположение
Къщата е разположена в южната част на Хора, северната махала на градчето.

## История
Къщата е строена преди 1830 година. Живописната ѝ украса е извършена около 1840 година от художници, доведени в Сятища от Цариград от собственика Димитриос Долгирас, търговец в Дунавските княжества, Цариград и Смирна.
Обновената къща е открита през август 2003 година като Фолклорен музей.
- Стенопис от къщата, датиран 1893 година
- Стенопис от къщата